# Croton stipulatus
Espèce
Classification APG III (2009)
Croton stipulatus est une espèce de plantes à fleurs du genre Croton et de la famille des Euphorbiaceae, présente au sud-est du Brésil.